# Gouvernement Koffi Sama (2)
Quatrième République
Sama I Kodjo III
Le deuxième gouvernement de Koffi Sama est formé le 3 décembre 2002. Il est composé de vingt ministres.

## Contexte
Le gouvernement de Sama est formé quelques mois après les résultats des élections législatives de 2002, proclamés le 27 octobre. L'Assemblée est alors à majorité composée de députés du Rassemblement du peuple togolais (72 sièges).
Le gouvernement précédent démissionne à la mi-novembre 2002.

## Composition

### Premier ministre
| Fonction         | Titulaire | Titulaire  | Parti |
| ---------------- | --------- | ---------- | ----- |
| Premier ministre |           | Koffi Sama | RPT   |

### Ministres
Le gouvernement est composé de 20 ministres.
| Fonction                                                                                                  | Titulaire          | Titulaire                  | Parti                                                                     |
| --- | ------------------ | -------------------------- | ------------------------------------------------------------------------- |
| Ministre de la Défense et des Anciens Combattants                                                         |                    | Assani Tidjani             | ?                                                                         |
| Ministre de l'Équipement, des Mines, de l'Énergie et des Postes et Télécommunications                     |                    | Tchamdja Andjo             | RPT                                                                       |
| Ministre de l'Enseignement technique et de la Formation professionnelle                                   |                    | Edo Kodjo Maurille Agbobli | ?                                                                         |
| Ministre des Affaires étrangères et de la Coopération                                                     |                    | Roland Kpotsra             | ?                                                                         |
| Ministre du Tourisme, de l'Artisanat et des Loisirs                                                       |                    | Tankpadja Lalle            | RPT                                                                       |
| Ministre du Commerce, de l'Industrie, des Transports et du Développement de la zone franche               | Dama Dramani       |                            | RPT                                                                       |
| Ministre de l'Éducation nationale et de la Recherche                                                      | Charles Kondi Agba |                            | RPT                                                                       |
| Ministre de l'Agriculture, de l'Élevage et de la Pêche                                                    |                    | Komikpime Bamnante         | ?                                                                         |
| Ministre de l'Enseignement primaire et secondaire                                                         |                    | Komi Sélom Klassou         | RPT                                                                       |
| Ministre de la Culture, de la Jeunesse et des Sports                                                      | Komi Klassou       |                            | RPT                                                                       |
| Ministre de l'Environnement et des Ressources forestières                                                 |                    | Rodolphe Osseyi            | ?                                                                         |
| Ministre de la Santé, des Affaires sociales, de la Promotion de la femme et de la Protection de l'enfance |                    | Suzanne Aho Assouma        | RPT                                                                       |
| Ministre de la Communication et de la Formation civique                                                   | Pitang Tchalla     |                            | RPT                                                                       |
| Ministre de l'Intérieur, de la Sécurité et de la Décentralisation                                         |                    | Akila-Esso Boko            | ?                                                                         |
| Garde des Sceaux Ministre de la Justice                                                                   |                    | Katari Foli-Bazi           | RPT                                                                       |
| Ministre de l'Économie, des Finances et des Privatisations                                                |                    | Ayawovi Demba Tignokpa     | ?                                                                         |
| Ministre chargé des relations avec le parlement                                                           |                    | Harry Olympio              | RSDD (Rassemblement pour le soutien de la démocratie et le développement) |
| Ministre de l'Urbanisme et du Logement                                                                    |                    | Dovi Kavégué               | ?                                                                         |

### Ministres délégués et secrétaire d'État
| Fonction                                   | Ministre de tutelle                                        | Titulaire | Titulaire      | Parti |
| ------------------------------------------ | ---------------------------------------------------------- | --------- | -------------- | ----- |
| Ministre déléguée chargée du secteur privé | Premier ministre                                           |           | Angèle Aguigah | RPT   |
| Secrétaire d'État chargé du budget         | Ministre de l'Économie, des Finances et des Privatisations |           | M'ba Legzim    | ?     |